# Ephesia uniformis
Ephesia uniformis là một loài bướm đêm trong họ Noctuidae.